# Martin Richard Hoffmann

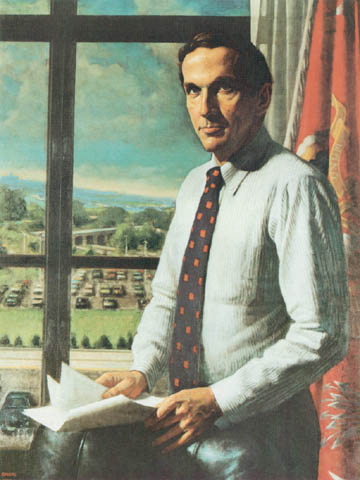
Martin Richard Hoffmann

Martin Richard Hoffmann (* 20. April 1932 in Stockbridge, Massachusetts; † 14. Juli 2014 in Warrenton, Virginia) war ein US-amerikanischer Politiker. Er war Heeresminister der Vereinigten Staaten in der Administration von Präsident Gerald Ford zwischen 1975 und 1977.

## Werdegang
Martin Richard Hoffmann wurde am 20. April 1932 in Stockbridge, Massachusetts, geboren. Er promovierte 1954 an der Princeton University und trat im gleichen Jahr in die U.S. Army ein. Sein Offizierspatent bekam er 1955 an der Field Artillery Officer Candidate School. Danach diente er im 187th Regimental Combat Team und der 101st Airborne Division zwischen 1955 und 1956. Nach seinem aktiven Dienst ging er in den Reservedienst und heiratete später Margaret Ann McCabe.
Martin Richard Hoffmann promovierte 1961 an der University of Virginia Law School. Nachdem er sein rechtswissenschaftliches Diplom erlangt hatte, begann er, als Kanzleigehilfe bei Richter Albert V. Bryan, United States Court of Appeals, vierter Bezirk, Alexandria, Virginia zu arbeiten. Diese Tätigkeit übte er zwischen 1961 und 1962 aus. Danach arbeitete er als stellvertretender U.S. Staatsanwalt in Washington, D.C. zwischen 1962 und 1965.
Von 1965 bis 1966 war er Mitglied (Minority Counsel) im House Judiciary Committee (Justizausschuss des Repräsentantenhauses). Danach war er juristischer Berater von Senator Charles H. Percy aus Illinois zwischen 1967 und 1969. Nach dieser Tätigkeit arbeitete er als stellvertretender Chefberater und stellvertretender Sekretär für die University Computing Company zwischen 1969 und 1971. Danach war er juristischer Berater der Atomenergiekommission zwischen 1971 und 1973.
Danach war Hoffmann Special Assistant des Verteidigungsministeriums von 1973 bis 1974. Des Weiteren wurde er juristischer Berater dieses Ministeriums und übte diese Tätigkeit zwischen 1974 und 1975 aus. Vom 5. August 1975 bis zum 13. Februar 1977 war Hoffmann Heeresminister der Vereinigten Staaten. Unter seiner Führung wurde die Armee wegen der tief greifenden Probleme, verursacht durch die Nachkriegszeit in Vietnam, reorganisiert.
Hoffmann errichtete eine Datenschutzbehörde (Privacy Review Board) für die Bearbeitung der erfassten Zugangsanfragen, ausgelöst durch den Freedom of Information Act.
1977 begann er, in der Privatwirtschaft bei der Kanzlei Gardner, Carton & Douglas zu arbeiten. 1989 wurde er Vizepräsident und juristischer Berater der Digital Equipment Corporation. Er wurde ein Mitglied der Board of E-Systems, Inc. und Verwalter der Association of the United States Army. Des Weiteren diente er in der Kommission des Verteidigungsministeriums für Neuorganisation und Stilllegung.